# Otwór owalny (serce)

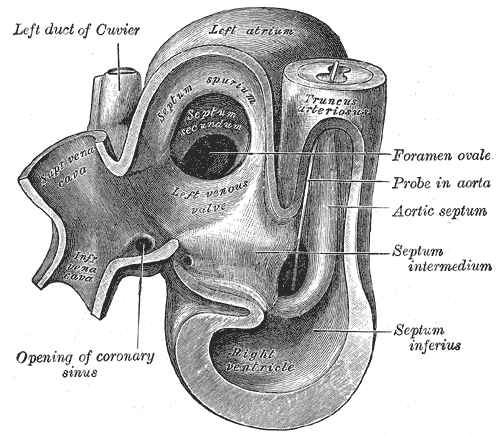
Serce miesięcznego płodu otwarte od strony prawej komory serca. W centrum widoczny otwór owalny, podpisany Foramen ovale.

Otwór owalny (łac. foramen ovale) – w anatomii człowieka otwór znajdujący się w sercu podczas życia płodowego. Znajduje się on w przegrodzie międzyprzedsionkowej. Umożliwia przepływ krwi z przedsionka prawego do lewego – zgodnie z gradientem ciśnień. Wyposażony jest w zastawkę.

## Zamknięcie
Po porodzie zwiększające się ciśnienie w przedsionku lewym zamyka go. Zazwyczaj zarasta on w ciągu pierwszego roku życia, aczkolwiek nawet niezarośnięty zwykle (pod warunkiem ścisłego przylegania zastawki) nie stwarza on zagrożenia zdrowia, gdyż domyka go ciśnienie krwi lewego przedsionka. Niebezpieczeństwo pojawia się dopiero wtedy, gdy nie został on całkowicie zamknięty i - zgodnie z nową różnicą ciśnień - krew przepływa z lewego przedsionka do prawego, co skutkuje przeciążeniem obiegu płucnego i mniejszą ilością krwi w obiegu wielkim. Zwykle jednak pozostaje po nim jedynie widoczny od strony prawego przedsionka dół owalny (łac. fossa ovalis) otoczony przez rąbek (łac. limbus fossae ovalis).